# UH-2
UH-2
UH−2量産初号機
- 用途：汎用ヘリコプター
- 分類：中型ヘリコプター
- 製造者：SUBARU
ベル・ヘリコプター
- 運用者： 日本（陸上自衛隊）
- 初飛行：2018年12月25日
- 生産数：14機（2025年2月時点）[1]
- 運用開始：2021年6月24日
- 運用状況：現役
- 原型機：ベル 412

UH-2（英語: Utility Helicopter-2、ユーエイチツー、ユーエイチに）は、陸上自衛隊の多用途ヘリコプターである。陸上自衛隊の次期多用途ヘリコプター導入計画、UH-X（英語: Utility Helicopter-X、ユーエイチエックス）での検討を経て、2015年（平成27年）7月17日、富士重工業（現・SUBARU）とベル・ヘリコプターがベル 412EPIをベースとして共同開発した412EPXが選定され、2021年（令和3年）6月24日にUH-1Jの後継機たる、UH-2として正式に部隊使用承認がなされた。ヘリコプター映像伝送装置または赤外線監視装置を搭載する。2021年（令和3年）度より部隊配備を開始した。

## 概要

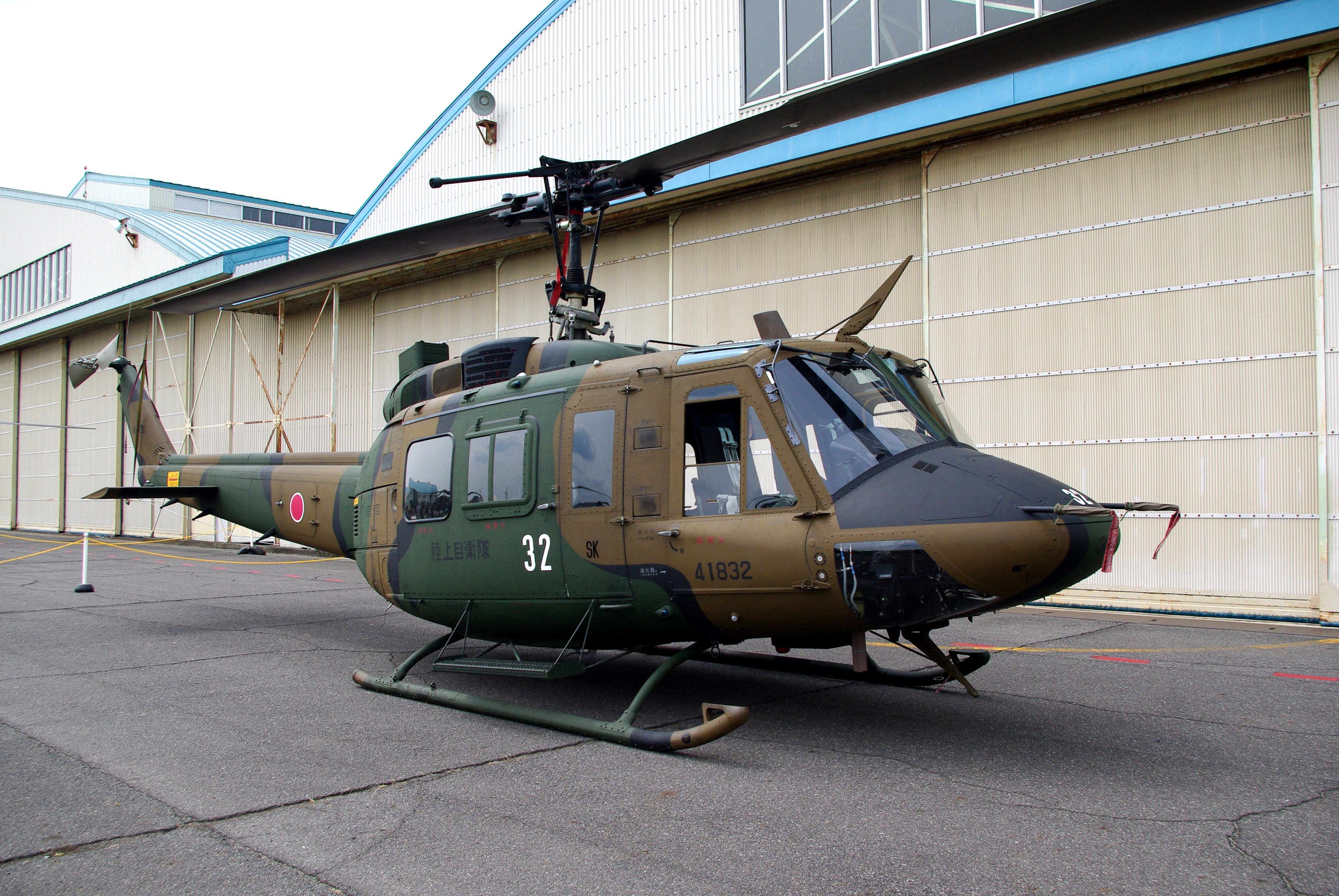
UH-1J

UH-Xは陸上自衛隊が採用しているUH-1HおよびJの後継ヘリコプター開発計画で、UH-1Hは、ベル・エアクラフトが開発した多用途ヘリコプターで、2014年（平成26年）現在運用中のUH-1JはUH-1Hを富士重工業が独自に改良したものである。しかし、単発であるUH-1H・Jでは洋上などを飛行する際の安定性が不十分であり、航続距離も不足していることからUH-60Jとの併用を前提とした新しい双発多用途ヘリの導入が検討された。その結果、以下の要求が盛り込まれた。
- 高温・高標高領域での超低空飛行性能
- 長距離洋上飛行時の安定性
- （UH-1H・Jと比較して）速度および航続距離性能の大幅な向上
- UH-1Jと同等以下の価格（1機当たり12億円程度を想定）[6]

既存の多用途ヘリに該当する機種がないことから防衛省は国産開発を決定し、以下の案が候補として挙がった。
- 国産のOH-1をベースとした改造機
- UH-1J双発型

両者の比較検討の結果、OH-1改造案の採用が決定され、2012年（平成24年）3月に防衛省は、OH-1をベースに「新多用途ヘリコプター」を開発することを正式に決定し川崎重工業に発注した。開発費用は7年間で280億円、140機生産の場合1機約10億円を見込んでいた。

### 白紙化
しかし2012年（平成24年）9月、防衛省と関連企業は次期多用途ヘリコプターの開発・納入計画を巡る談合が行われていた疑いが強まったとして、東京地方検察庁特別捜査部の家宅捜索を受けたことが判明した。その後、防衛省は同談合疑惑に関与した佐官級幹部に対する告発状を同地検特捜部に提出した。
特捜部はその後の調べで容疑に関与した幹部自衛官が川崎重工に対し競争相手（富士重工業）の内部資料を漏洩させるなどの事実をつきとめ、容疑者も任意の事情聴取に対しこれらの事実を認めたことから、官製談合防止法違反罪で刑事処分するとしていたが、最終的に2名は略式起訴に留まった。今回の事件と自由民主党への政権交代の影響を受けて開発計画そのものの白紙化も含めた再検討が行われ、2013年（平成25年）1月11日にUH-X開発計画の白紙化と川崎重工との契約解除が決定された。
防衛省は2013年（平成25年）7月30日、同談合に関与した職員に対する懲戒処分を行うとともに、翌日には川崎重工に対する2ヶ月間の指名停止措置を行うことを発表した。

### 国際共同開発
2014年（平成26年）4月29日、防衛省は、UH-Xとして民間機の転用を検討していることが報じられた。これは2014年（平成26年）4月1日に武器輸出三原則に代わって制定された防衛装備移転三原則の影響もあるとされている。
2014年（平成26年）6月11日には、UH-Xに3つの国際企業連合が名乗りを上げていることが明らかになった。防衛省が主導する計画ながら、輸出を含め自衛隊以外の用途を視野に開発する初のケースとなる。防衛省は、自衛隊専用に開発した場合に比べ、量産効果で価格を抑えることが可能になるとしており、関係者の1人は「基本的に民間に市場があるものを軍用機にカスタマイズする。売れ筋であれば価格も安定する」と話している。
提案企業と機種は以下のとおり。
- 川崎重工業/エアバス・ヘリコプターズ
  - エアバス X9をベースに陸自向けに仕様変更[19]
  - 過去にはOH-1改、BK117/EC145改造案も検討された。H160という報道もあったが[20]、否定された[21]。
- 富士重工業 /ベル・ヘリコプター
  - ベル412EPIをベースに陸自向けに仕様変更。

当初三井物産はアグスタ・ウェストランドと組みAW169を輸入し富士重工業が陸自向けに仕様変更する形での提案を検討したが、最終的に防衛省への提案は行われなかった。

### 候補機の比較

#### X9
機体
- エアバスが計画している4.5トンヘリコプターX9をベースとする。X9は2012年8月にユーロコプター社のルッツ・ベルトリンクCEOにより発表されたBK117やEC145の後継となる機体で初飛行は2019年、運用開始は2022年を予定している。X9はBK117のコンセプトを踏襲して、胴体後部にクラムシェルドアを備え、規模を拡大した形の機体になると見られており、開発コストは10億ユーロと見積もられ、X9をベースとした武装・偵察型の開発も行われる。

メリット
- 新型機であるため性能旧式化の可能性が少ない。

デメリット
- 原型とするX9はまだ初飛行していない。

#### ベル 412EPI
機体

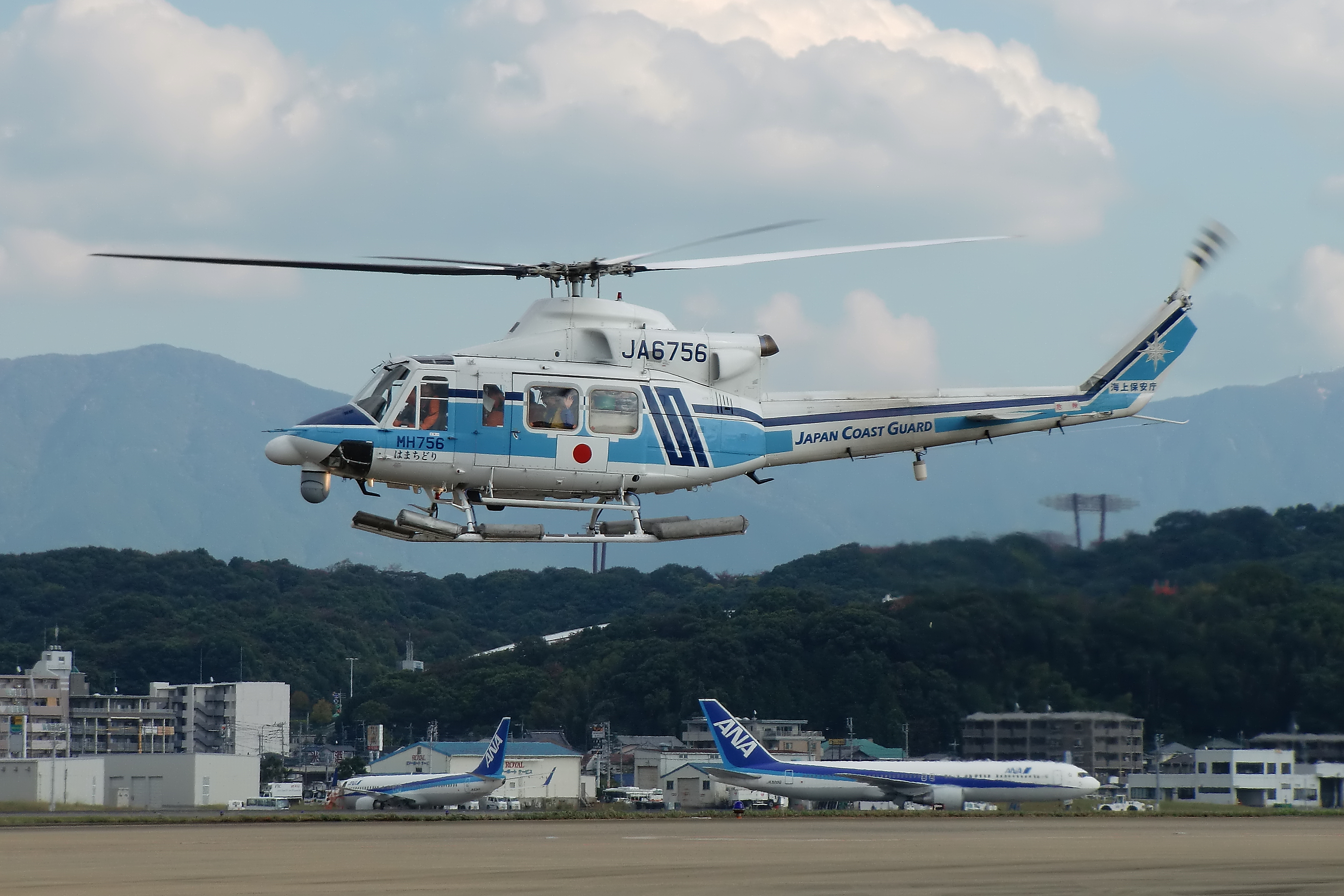
海上保安庁のベル412EP

- ベル 412はベル 205（UH-1D/Hの民生機）を双発化したベル 212をベースにエンジンをPT6T-3Dに換装し、メインローターの枚数を4枚に増やした改良型であり、EPIはその最新モデルである。

メリット
- UH-1Jの延長線上にあるため、UH-Xの仕様変更が容易である。
- 各国での運用実績があり、日本国内においても消防防災航空隊や警察航空隊、海上保安庁などに多数採用されている。

デメリット
- 基本設計が古く将来の発展性に疑問が残る。

### 機種決定

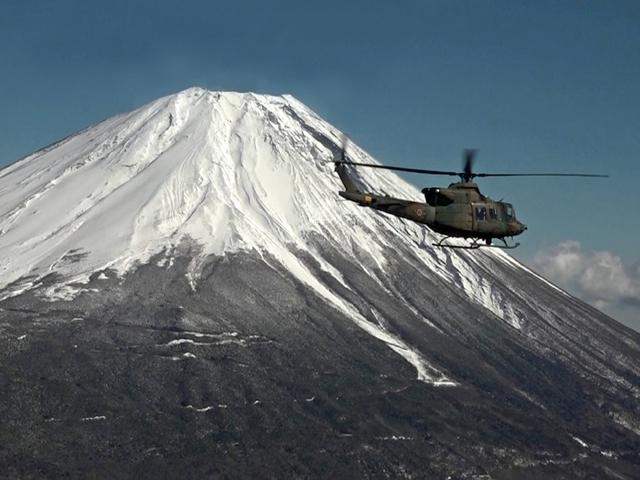
明野駐屯地に向かうXUH-2

防衛省では、2015年（平成27年）度予算案にUH-Xの開発費として10億円を計上して業者選定を進め、2015年（平成27年）2月25日に、企画競争参加希望者募集要項を公示した。提案書は6月2日までに締め切られた。
2015年（平成27年）7月15日、防衛省は「ベル412EPI改造開発機（のちのSUBARU ベル412EPX）」が選定されたと発表、理由としては、選定基準で重視された国際共同開発の管理体制の面が影響しているとされている。この決定に関して、エアバスが防衛省に説明を求める考えを明らかとし、防衛省を相手取った訴訟を視野に入れているとフィナンシャル・タイムズ紙が報道したが、エアバスの広報担当者は、そうした段階にはまだ至っていないと回答、実際に訴訟は行われなかった。その後、防衛省は9月2日に開発プロジェクト立ち上げ事業について、富士重工と試作請負契約を締結したことを発表した。なお、ベル412EPI改造開発機が選定されたことにより、武装・偵察型は白紙化となった。
供試機（プロトタイプ）は、2018年（平成30年）12月25日に初飛行し、2019年（平成31年）2月28日、XUH-2として防衛装備庁に納入され、3月8日に陸上自衛隊航空学校のある明野駐屯地に搬入された。

### 運用開始

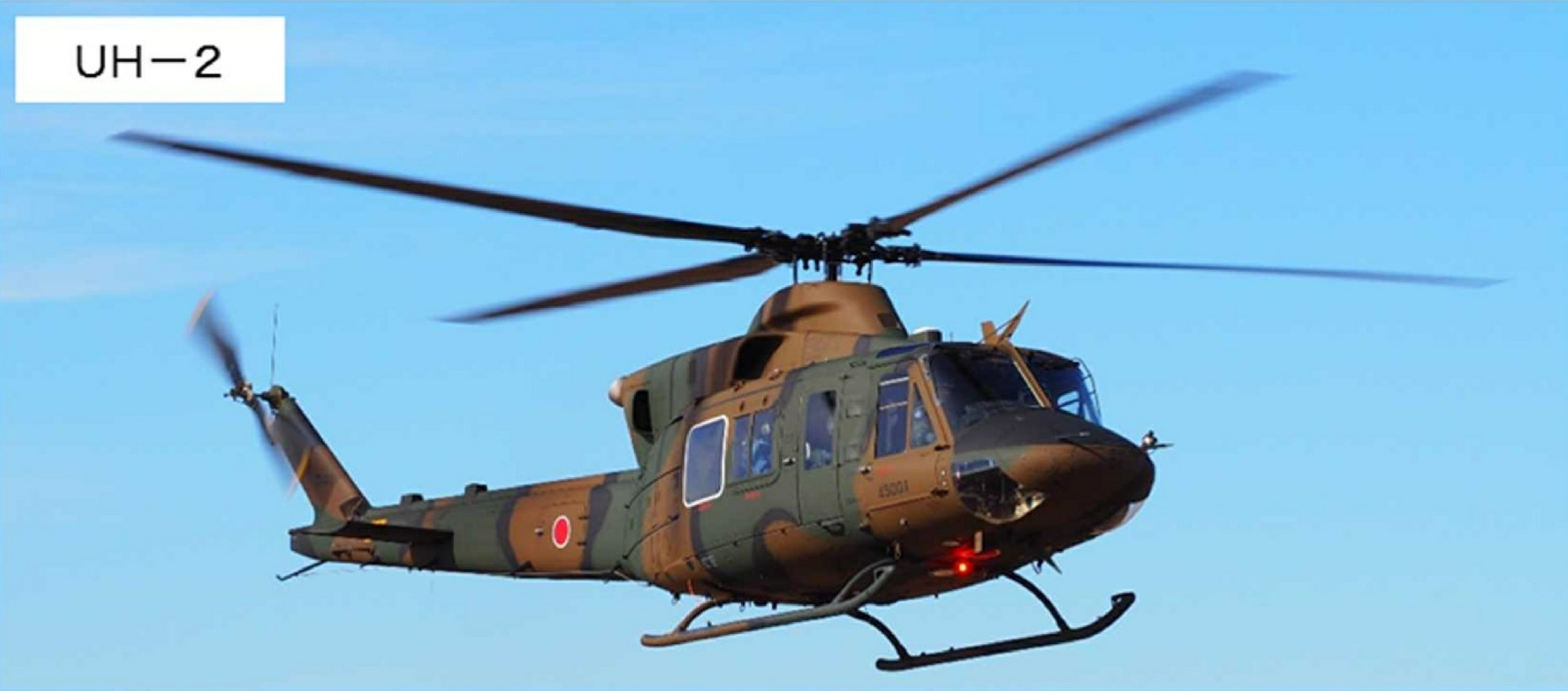
運用を開始した先行試作型UH-2（2021年）

2021年（令和3年）6月24日、防衛省はUH-Xの開発試験が終了し、UH-2多用途ヘリコプターとして運用を開始することを発表した。
UH-1のB型やH型の愛称である「ひよどり」や、J型の愛称ではなくコールサインから倣って、UH-2のコールサインは「ハヤブサ」となった。因みに操縦教育での学生機のコールサインは「ハリアー」とされている。
オプションとして機体には、ミサイル警報装置、拡声器、機体内部設置型の増槽、チャフ・ディスペンサー等が取り付けられる（機体番号45151にはミサイル警報装置とチャフ・ディスペンサーが取り付けられている）。
2022年（令和4年）5月19日、量産初号機の初飛行を実施し、6月30日に納入された。年内に6機の配備を予定し、以降も順次納入を計画している。

## 配備
自衛隊向けのUH-2に関しては2021年（令和3年）から20年かけて1機12億円で150機を調達する予定。
2019年（令和元年）〜2023年（令和5年）の中期防衛力整備計画では1機約18億円で34機調達する。
2025年（令和7年）3月末時点の保有機数は14機。

### 調達数
| 予算計上年度         | 調達数    | 予算額 括弧は初度費(外数) |
| -------------------- | --------- | ------------------------- |
| 平成31年度（2019年） | 6機       | 110億円(53億円)           |
| 令和2年度（2020年）  | 0機       | -                         |
| 令和3年度（2021年）  | 7機＋13機 | 125億円＋254億円          |
| 令和4年度（2022年）  | 0機       | -                         |
| 令和5年度（2023年）  | 13機      | 363億円                   |
| 令和6年度（2024年）  | 16機      | 462億円                   |
| 令和7年度（2025年）  | 16機      | 529億円                   |
| 合計                 | 71機      | 1,843億円(53億円)         |

### 配備部隊・機関
- 陸上自衛隊航空学校（明野駐屯地）[38][33]
  - 霞ヶ浦校（霞ヶ浦駐屯地）[39]
- 中部方面隊
  - 中部方面航空隊
    - 中部方面ヘリコプター隊[40]
      - 第1飛行隊（八尾駐屯地）

- 西部方面隊
  - 西部方面航空隊
    - 西部方面ヘリコプター隊
      - 第2飛行隊[41]（目達原駐屯地）

配備
- 2022年（令和4年）
  - 7月6日：陸上自衛隊航空学校にUH-2が配備。
  - 9月：陸上自衛隊航空学校霞ヶ浦校にUH-2が配備。
- 2024年（令和6年）
  - 3月：中部方面ヘリコプター隊第1飛行隊にUH-2が配備。
  - 7月：西部方面ヘリコプター隊第2飛行隊にUH-2が配備。

## 性能諸元
民生型のスバル ベル 412EPXの要目
- 乗員：1名
- 乗客：14名
- 全長：17.13 m（胴体長 12.91 m）
- ローター直径：14.02 m
- 全高：4.54 m
- エンジン：プラット・アンド・ホイットニー・カナダ　PT6T-9ターボシャフトエンジン（ツインパック）
- 空虚重量：3,091 kg
- 最大離陸重量：5,534 kg（機内搭載時）、5,897 kg（機外吊り下げ時）
- 航続距離：669 km（離陸重量：5,534 kg時）
- 最大速度：259 km/h=M0.21
- 巡航速度：228 km/h=M0.19（離陸重量：5,534 kg時）
- 実用上昇限度：4,791 m（離陸重量：5,534 kg時）